# しょうが飯
しょうが飯（しょうがめし）は、新しょうがを炊き込んだご飯であり、和歌山県の郷土料理である。
和歌山県は梅、みかん、柿などの産出量が日本一で果樹王国とされるが、高知県とならぶ日本におけるしょうがの主要産地でもある。特に和歌山市の紀の川沿いはしょうがの栽培が盛んで、主に、冬に植えて夏に収穫する新しょうが生産され、日本各地に出荷されている。
新しょうがは、通常のしょうがと比べて辛味が少なく、収穫したその日のうちに出荷されるので繊維が柔らかく、水分を含んでいてみずみずしく、好評を博している食材である。この新しょうがを米と一緒に炊き上げる「しょうが飯」は、爽やかな香りが食欲をそそりさっぱりとして食べやすい逸品である。
水加減した米に出汁としょうゆを加え、新しょうがの千切りを入れ、出汁昆布を乗せ炊きあげるのが基本であるが、 にんじんや油揚げを加えても良く、山椒の葉やねぎなどを添えると彩り豊かになる。